# 穆塔拉河

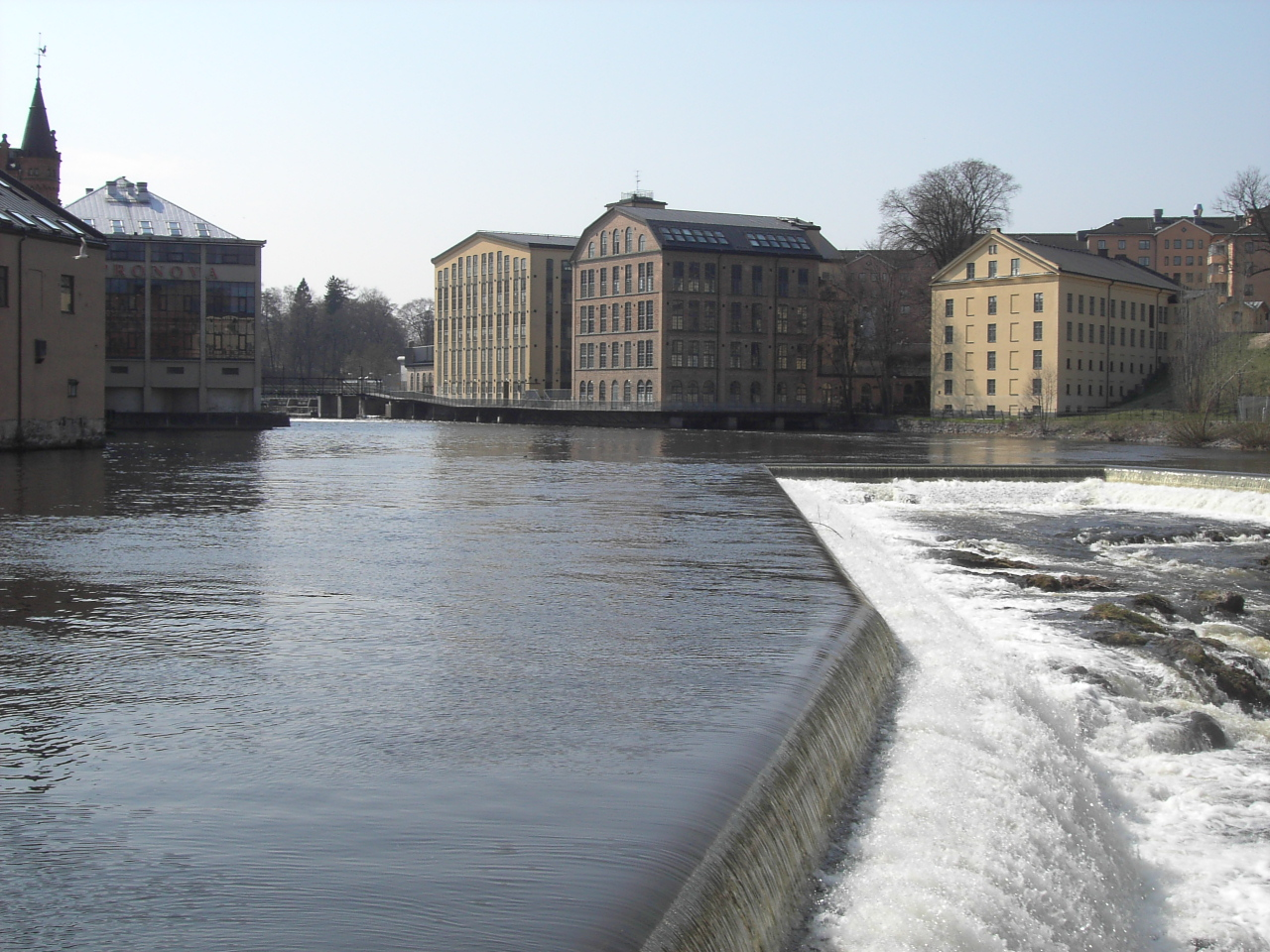

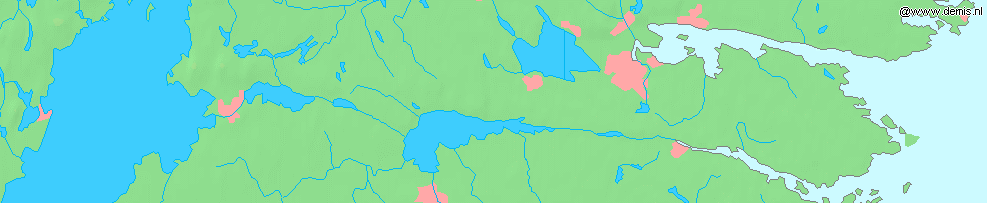
莫塔拉河地图，左为韋特恩湖，右为波罗的海

穆塔拉河（瑞典語：Motala Ström）是瑞典的河流，發源自韋特恩湖，最終在北雪平注入波羅的海，河道全長100公里，流域面積15,481平方公里，平均流量每秒100立方米。约塔运河与之并行，并组成了运河中间的一段。穆塔拉河在中世纪一直是该地区重要的动力来源，为沿河的磨坊提供动力。北雪平的工业发展赖此而起。如今，利用穆塔拉河与波罗的海之间88米的高度差，在河上有25座水电站。